# Copa del Sol
La Copa del Sol es un torneo de exhibición internacional anual de clubes de fútbol jugado en la costa sureste de España. El torneo hasta el momento se ha jugado un mes antes del comienzo de las ligas nacionales de los países del norte de Europa.
El torneo es una oportunidad para jugar y entrenarse para los equipos de fútbol escandinavos y de Europa del Este durante sus vacaciones de invierno.
El dinero en premios del torneo en 2011 es 200.000 € en total y 40.000 para el ganador.
La final del 2010 no pudo celebrarse debido a las fuertes lluvias, por lo tanto los dos equipos en llegar a ella, el Shakhtar Donetsk y el CSKA de Moscú fueron declarados ganadores.

## Ediciones del Torneo
| Temporada | Campeón                                         | Resultado | Subcampeón                                     | Sede                                                    | Fecha                               |
| --------- | ----------------------------------------------- | --------- | ---------------------------------------------- | ------------------------------------------------------- | ----------------------------------- |
| 2010      | CSKA Moscú Shakhtar Donetsk (Título compartido) | N/A       | Partido no disputado debido a fuertes lluvias. | Marbella · España                                       | 3 al 12 de febrero de 2010          |
| 2011      | Karpaty Lviv                                    | 1 – 0     | Shakhtar Donetsk                               | Elche y La Manga del Mar Menor · España                 | 27 de enero al 7 de febrero de 2011 |
| 2012      | Spartak Moscú                                   | 1 – 0     | Copenhague                                     | Benidorm y La Manga del Mar Menor · España              | 28 de enero al 7 de febrero de 2012 |
| 2013      | Shakhtar Donetsk                                | 2 – 1     | Widzew Łódź                                    | La Manga del Mar Menor y San Pedro del Pinatar · España | 23 de enero al 2 de febrero de 2013 |
| 2014      | Strømsgodset IF                                 | 1 – 0     | Astra Giurgiu                                  | La Manga del Mar Menor y San Pedro del Pinatar · España | 27 de enero al 6 de febrero de 2014 |